# Pomnik poległych w Łące Prudnickiej
Pomnik poległych w Łące Prudnickiej – pomnik w Łące Prudnickiej upamiętniający niemieckich mieszkańców wsi poległych podczas I wojny światowej w latach 1914–1918, a także zmarłych w 1919. Wzniesiony w 1929, zniszczony podczas II wojny światowej, częściowo odbudowany w 2009.

## Historia
Pomnik został zbudowany w 1929 z szarego granitu. Postawiono go naprzeciwko zamku rodziny von Choltitz, przy głównej ulicy wsi, przy wjeździe od strony Prudnika. Powstał dla upamiętnienia ponad stu mieszkańców wsi, którzy zginęli na frontach I wojny światowej, a także czterech zmarłych w 1919, przypuszczalnie w wyniku ran odniesionych podczas wojny. Na górnej tablicy pomnika umieszczono symbol Krzyża Żelaznego, a pod nim napis Unseren tapferen Helden! (pol. Chwała naszym bohaterom!). Na szczycie umieszczono hełm.
Żołnierze Armii Czerwonej powalili pomnik w 1945. Przez następne dekady przewrócone płyty leżały w trawie i chwastach. W 1989 gmina Prudnik sprzedała płyty Kazimierzowi Fiutkowi, właścicielowi zakładu nagrobkowego, za cenę 30 tys. starych złotych, jednak nie zabrał on płyt z ich miejsca.
Wiosną 2000 roku Irena Madera, kierowniczka Wiejskiego Domu Kultury w Łące Prudnickiej, wraz z dziećmi z miejscowej szkoły przeprowadziła akcję sprzątania wsi. Wówczas w gruzowisku naprzeciw zamku znaleziono granitowe płyty, z których składał się pomnik. Mieszkańcy Łąki Prudnickiej założyli komitet odbudowy pomnika, otrzymali pomoc finansową od dawnych niemieckich mieszkańców wsi i burmistrza miasta Northeim, w którym po wojnie zamieszkali Niemcy z Prudnika. W Łące Prudnickiej zorganizowano spotkanie z Niemcami z Northeim. Przeszlifowaniem tablicy zajął się kamieniarz z Prudnika. Odnowił nazwiska zmarłych w latach 1917–1919 i część zmarłych w 1916. Prace zostały przerwane, gdy nocą nieznany sprawca oblał tablicę farbą. Farba została zmyta, jednak na policję zgłosił się Kazimierz Fiutek, który zakupił płyty w 1989, z żądaniem zwrotu mienia. Chciał on wykorzystać płyty jako budulec na grobie swoich rodziców.

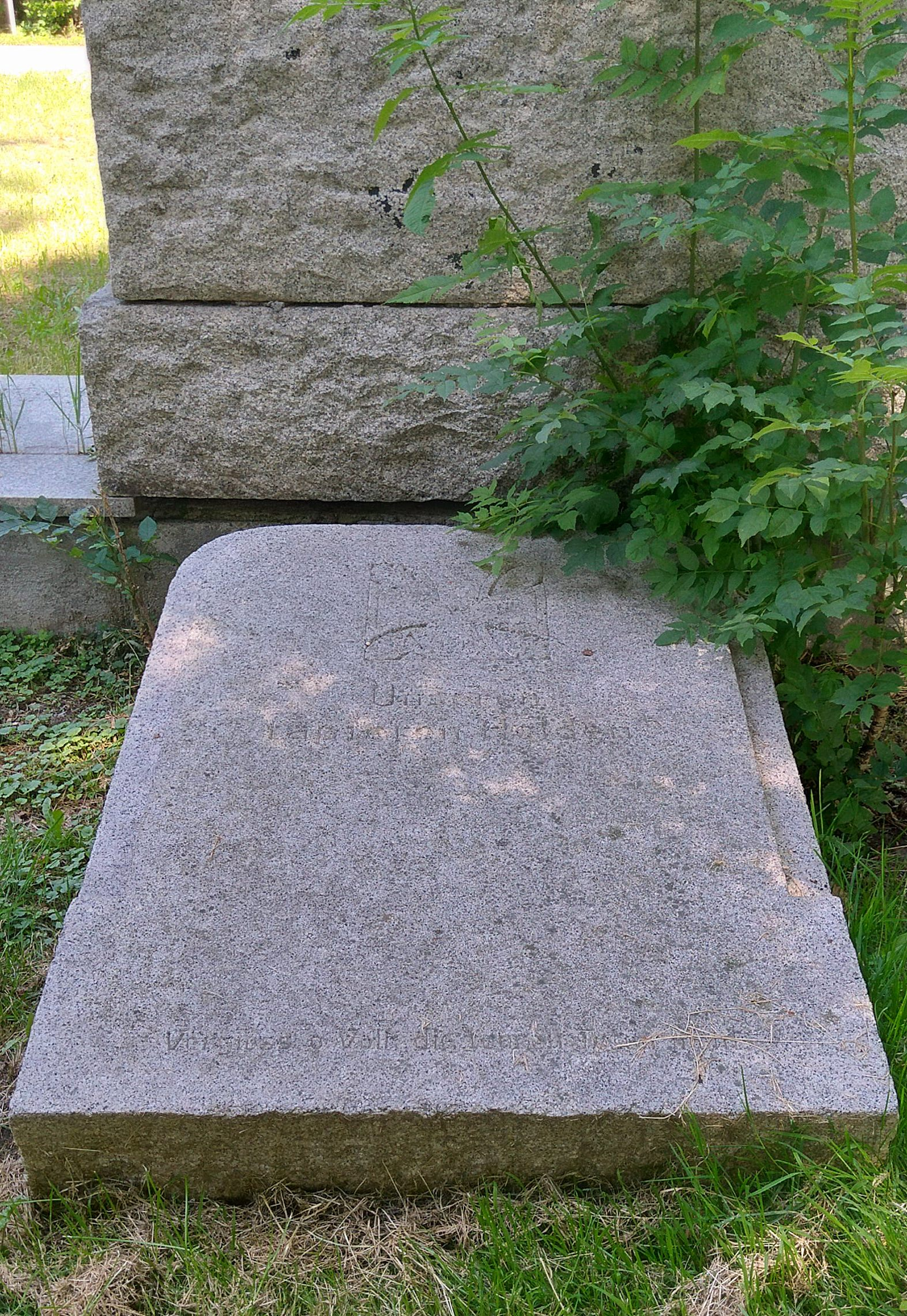
Górna tablica z Krzyżem Żelaznym

Następne 7 lat tablice przeleżały na podwórzu Edmunda Fiutka, brata Kazimierza, przy ul. Kolejowej w Prudniku. Na wniosek burmistrza Franciszka Fejdycha, Rada Miejska w Prudniku (wspólne rządy Platformy Obywatelskiej oraz Prawa i Sprawiedliwości) w 2008 postanowiła przeznaczyć 20 tys. złotych na renowację pomnika. Na odbudowę zgodził się Wojewódzki Komitet Ochrony Pamięci Walk i Męczeństwa. Plac przy pomniku został uporządkowany, wyrównano teren, wybudowano chodnik i ustawiono słupki. Radny wojewódzki PiS z Prudnika Jerzy Czerwiński zaskarżył uchwałę Rady Miejskiej do wojewody opolskiego Ryszarda Wilczyńskiego. Następnie interweniował w tej sprawie w Radzie Ochrony Pamięci Walk i Męczeństwa. Wydała ona negatywną opinię w sprawie odbudowy pomnika. Andrzej Przewoźnik, sekretarz generalny rady, stwierdził, że „pomnik nie jest odbudowany, ale budowany na nowo ze starych elementów”. Zarząd Komitetu Prawa i Sprawiedliwości w Prudniku wydał oświadczenie, w którym poparł działania Czerwińskiego „w sprawie sprzeciwu wobec rekonstrukcji pomnika w Łące Prudnickiej”, uważając, że „uchwała podjęta przez Radę Miejską w Prudniku narusza uczucia patriotyczne Narodu Polskiego i polską rację stanu”.
Edmund Fiutek postanowił „udostępnić” gminie kamienie, z których składał się pomnik. 10 czerwca 2009 granitowe tablice z nazwiskami poległych zostały ustawione na postumencie w dawnym miejscu pomnika. Górna tablica z Krzyżem Żelaznym została położona za postumentem. Stanisław Hawron, wiceburmistrz Prudnika, stwierdził, że pomnik nie został odbudowany, tablice zostały jedynie „przestawione w nowe miejsce i odpowiednio zabezpieczone, żeby nie spadły na postronne osoby”. Czerwiński złożył do prokuratury zawiadomienie o „propagowaniu symboli faszystowskich” przez Radę Miejską w Prudniku. W wywiadzie dla „Nowej Trybuny Opolskiej” stwierdził, że „Stawianie takich pomników w centralnych miejscach wsi, na publicznych placach jest dziwne, niewytłumaczalne i sprzeczne z tradycją katolicką. Takie pomniki były masowo stawiane w czasach faszyzmu jako demonstracja narodowej siły, pochwała militaryzmu niemieckiego, a więc w celach politycznych, a nie tylko dla uczczenia zmarłych”. Prokurator nie dopatrzył się w renowacji pomnika znamion przestępstwa. Renowacja została jednak przerwana w związku z negatywną opinią ROPWiM.
Andrzej Dereń, redaktor naczelny „Tygodnika Prudnickiego”, zwrócił uwagę, że ROPWiM nigdy wcześniej nie sprzeciwiała się renowacji niemieckich pomników wojennych w innych śląskich wsiach. Profesor Wojciech Borodziej, historyk Uniwersytetu Warszawskiego, w artykule „Żelazny krzyż niezgody” Joanny Pszon z „Gazety Wyborczej” stwierdził:

Sam krzyż żelazny nie może nazizmu propagować, bo jest starszy o dobre sto lat. Gdy stawiano ten pomnik, nie myślano o Hitlerze, który wówczas jeszcze nie rządził Niemcami, lecz o poległych mieszkańcach. Poza tym w Łące Prudnickiej nikt nie upamiętnia zbrodni. To żenujące, że dziś trzeba to jeszcze tłumaczyć.